# Estación de Thun
La estación de Thun es una estación ferroviaria situada en la comuna suiza de Thun, en el Cantón de Berna.

## Historia
La estación original fue inaugurada en 1859, con la puesta en servicio del ferrocarril Berna - Thun. A finales de siglo, se incorporó el ferrocarril que conectaba a la estación con la de Spiez e Interlaken, el llamado Bödelibahn, en 1893. En 1923 se inauguró la actual estación de Thun, fruto de la fusión de las dos estaciones existentes hasta ese momento.

## Servicios Ferroviarios
Desde la estación de Thun operan tres operadoras SBB-CFF-FFS, BLS y DB, y cada una opera dentro de diferentes ámbitos: Los SBB-CFF-FFS ofertan conexiones de ámbito nacional, y en algún caso, internacional; BLS ofrece trenes que cubren trayectos regionales; mientras que DB usa sus trenes ICE para conectar con varias ciudades alemanas.

### SBB-CFF-FFS
Existen numerosas conexiones nacionales y también se ofrecen algunas con destinos fuera de Suiza.Las rutas nacionales son prestadas por trenes InterCity (IC) e InterRegio (IR):
- IC Romanshorn - Amriswil - Weinfelden - Frauenfeld - Winterthur - Zúrich Aeropuerto - Zúrich - Berna - Thun - Spiez - Visp - Brig. Hay un tren cada hora hacia cada extremo de la ruta.

- IC Basilea SBB - Olten - Berna - Thun - Spiez - Visp - Brig.

- IC Basilea SBB - Olten - Berna - Thun - Spiez - Interlaken West - Interlaken Ost.

- IR Berna - Thun - Spiez - Visp - Brig. Varios servicios aislados a lo largo del día.

En cuanto a los servicios internacionales, mantiene tres conexiones diarias por sentido que hacen el trayecto Basilea - Milán:
- EC Basilea SBB - Olten - Berna - Thun - Spiez - Visp - Brig - Domodossola - Stresa - Milán.

### BLS
La operadora BLS (Berna - Lötschberg - Simplon) es la compañía que presta un servicio regional y de mayor proximidad. Opera desde Thun varias rutas, que nacen desde esta estación o efectúan parada en ella:
- RE Brig - Frutigen - Spiez - Thun - Berna. Este servicio RegioExpress tiene un tren cada hora y por cada dirección, y es denominado RegioExpress Lötschberg porque para salvar el paso del Lötschberg utiliza el trazado antiguo, usado hasta 2007 por todos los trenes que se dirigían hacia Brig desde Berna, pero al abrirse el túnel de base homónimo y reducirse los tiempos de viaje, los trenes dejaron de circular por el trazado original. Este tren sirve a todas las estaciones del tramo Brig - Spiez, circulando como semidirecto desde esta última hasta Berna.

- RE Soleura - Burgdorf - Thun. Este servicio cuenta con una frecuencia cada hora por dirección. Efectúa menos paradas que el tren Regio que cubre la misma ruta.

- R Thun - Hasle-Rüegsau - Burgdorf - Soleura. Tiene parada en todas las estaciones del trayecto. Solo unos pocos trenes al día llegan hasta Soleura, puesto que la mayoría de los trayectos efectuados por los trenes Regio sólo llegan hasta Hasle-Rüegsau.

#### S-Bahn Berna
A Thun llegan varias líneas de la red de cercanías S-Bahn Berna, que permiten una comunicación más frecuente con las comunas más próximas y con la capital suiza.
- S1: Friburgo - Flamatt– Berna – Münsingen – Thun
- S4: Langnau – Burgdorf – Zollikofen – Berna – Belp – Thun
- S44 Sumiswald-Grünen – Ramsei –/(Soleura–) Wiler –  Burgdorf – Berna Wankdorf – Berna – Belp – Thun. Los trenes circulan en doble composición desde Berna hasta Burgdorf, donde se separan las dos ramas, circulando una hacia Wiler (En ocasiones hasta Soleura) y otra hacia Sumiswald-Grünen. A la vuelta ocurre el proceso inverso. Esta línea circula como semidirecto entre Berna y Burgdorf, puesto que únicamente para en las estaciones principales.

### DB
Los ferrocarriles Alemanes (DB) tienen también presencia en Thun puesto que explotan varias rutas con destino a Alemania, principalmente prestadas por su buque insignia, el ICE:
- ICE Interlaken Ost - Interlaken West - Spiez - Thun - Berna - Olten - Basilea SBB - Friburgo de Brisgovia - Mannheim - Fráncfort - Berlín. Tiene tres frecuencias por día y sentido.

- ICE Interlaken Ost - Interlaken West - Spiez - Thun - Berna - Olten - Basilea SBB - Friburgo de Brisgovia - Mannheim - Fráncfort - Hamburgo. Cuenta con una salida diaria por sentido.